# Guten Abend, gut’ Nacht

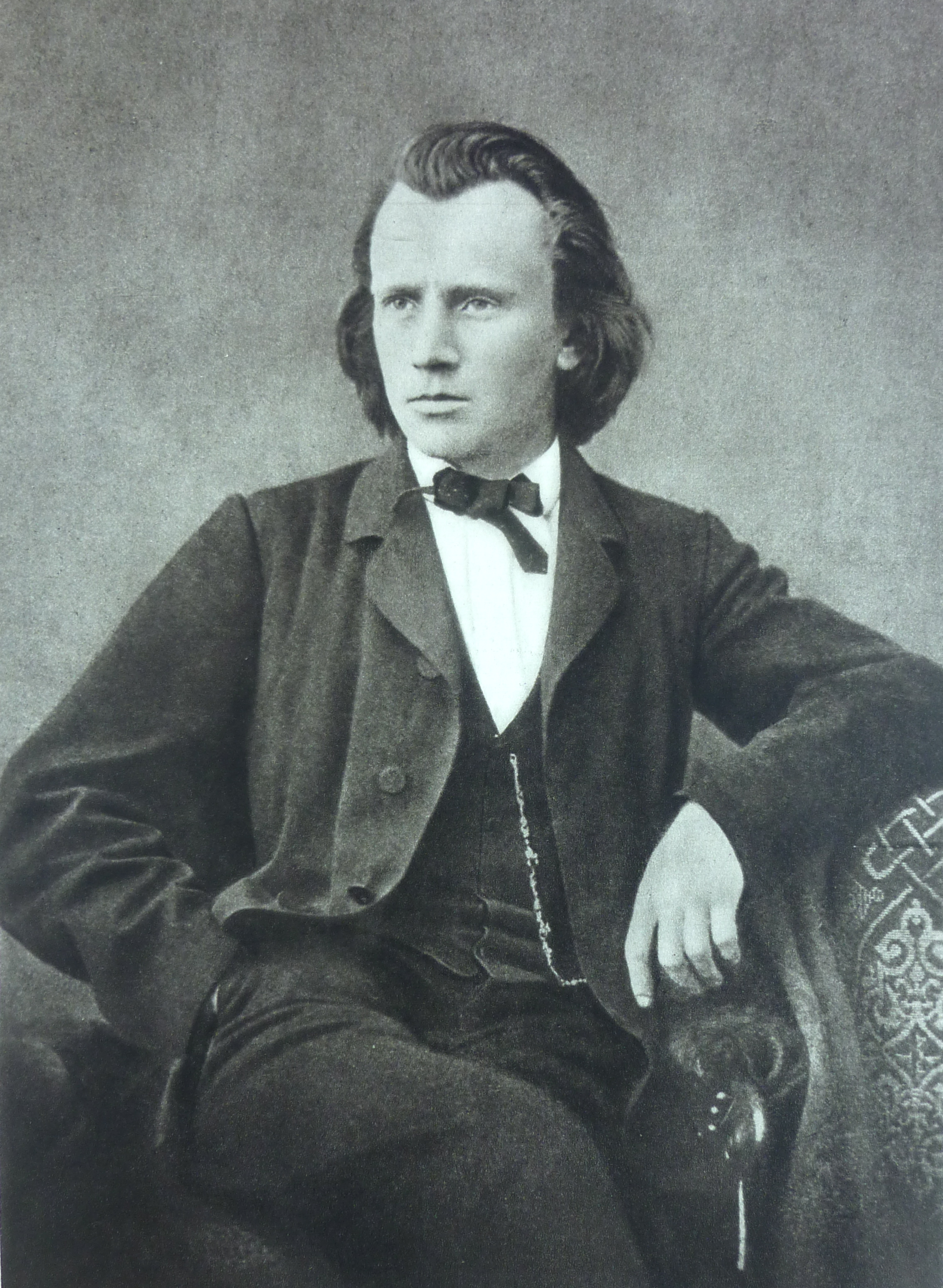
Johannes Brahms (ca. 1866)

Het Wiegenlied van Brahms, Guten Abend, gut’ Nacht, is een van de bekendste composities van Johannes Brahms. Het lied heeft opusnummer  49 (4) en werd gepubliceerd in 1868. De tekst van het lied is afkomstig uit de verzameling volksgedichten Des Knaben Wunderhorn van Clemens Brentano en Achim von Arnim (1805-1808).

## Tekst
| Duitse originele tekst Guten Abend, gut' Nacht, mit Rosen bedacht, Mit Näglein besteckt, schlupf unter die Deck Morgen früh, wenn Gott will, wirst du wieder geweckt Guten Abend, gute Nacht, von Englein bewacht, Die zeigen im Traum dir Christkindleins Baum Schlaf nun selig und süß, schau im Traum's Paradies | Vertaling in het Nederlands Goedenavond, goedenacht, met rozen omringd Met nageltjes versierd, kruip onder de deken Morgenvroeg, als God het wil, zul je weer wakker worden Goedenavond, goedenacht, bewaakt door engelen, Die je in je droom de boom van kindje Jezus tonen Slaap nu zacht en zoet, kijk naar het paradijs in je droom |

## Achtergrond
Brahms schreef dit wiegenlied voor een jeugdliefde, Bertha Faber, die - negen jaar na hun verbintenis - juist opnieuw moeder was geworden. De melodie is gebaseerd op een door hem eerder voor haar gecomponeerde versie van de Oostenrijkse volksdans Ländler. In de pianobegeleiding van het lied is deze oorspronkelijke compositie terug te horen.

## Nachleben
Het wiegenlied van Brahms is een van de populairste wiegenliederen en klinkt wereldwijd uit speeldoosjes die naast kinderbedjes staan.

## Trivia
- De melodie van Guten Abend, gut’ Nacht is in het kerstnummer Santa Claus Is Comin' to Town van Mariah Carey te horen.